# Moby Fantasy (Schiff, 1976)
Die Moby Fantasy war ein Fährschiff der italienischen Moby Lines, das 1976 als Manuel Soto für die spanische Compania Trasmediterranea in Dienst gestellt wurde. Das Schiff war bis September 2012 im Einsatz und wurde ab Dezember 2013 in der Türkei verschrottet.

## Geschichte
Die am 20. September 1971 in Auftrag gegebene Manuel Soto wurde am 13. März 1974 unter der Baunummer 128 bei Union Naval de Levante S.A. in Valencia auf Kiel gelegt und am 15. Februar 1975 vom Stapel gelassen. Die Ablieferung an die Compania Trasmediterranea erfolgte am 7. April 1976. Die Jungfernfahrt des Schiffes verzögerte sich durch einen Brand im Maschinenraum am 12. April 1976, infolge dessen die Fähre bei Nuevo Vulcano in Barcelona repariert werden musste. Im Mai 1976 wurde die Manuel Soto schließlich auf der Strecke zwischen Barcelona und den Balearen sowie nach Cádiz und den Kanaren in Dienst gestellt. Ihr ein Jahr älteres Schwesterschiff war die J. J. Sister, die auf derselben Route verkehrte. Die beiden Einheiten wurden auch als Tiburón-Klasse bezeichnet. „Tiburón“ ist das spanische Wort für „Haifisch“.
Zwischen Mai 1985 und Mai 1986 wurde die Manuel Soto zwischen Genua, Palma, Málaga, Cadiz und den Kanaren eingesetzt. Anschließend kehrte sie wieder zu ihrer ursprünglichen Dienststrecke zurück.
Nach einem weiteren Brand im Maschinenraum am 26. Juni 1989 wurde das Schiff in Cadiz aufgelegt. Nach fast drei Jahren Liegezeit ging es in den Besitz der italienischen Moby Lines über, die es in Moby Fantasy umbenannten. Nachdem die Moby Fantasy zwischen Mai und August 1992 als Hotelschiff im Hafen von Genua gelegen war, wurde sie im September 1992 in Livorno renoviert und am 23. Februar 1993 zwischen Genua und Bastia in Dienst gestellt. Auch das Schwesterschiff J. J. Sister wurde aufgekauft und stand bis zu seiner Ausmusterung nach einem Unfall 2003 als Moby Magic im Einsatz.
In den folgenden Jahren wechselte die Moby Fantasy mehrfach die Einsatzstrecke: Im Juni 1997 von Livorno nach Bastia, 1998 von Livorno nach Olbia und ab 2005 von Civitavecchia nach Olbia.
Am 21. Juni 2006 kollidierte die Moby Fantasy kurz vor 13 Uhr Ortszeit vor Olbia mit der zur Tirrenia di Navigazione gehörenden Fähre Nuraghes, wodurch beide Schiffe schwer beschädigt wurden. Die Moby Fantasy hatte einen eingedrückten Bug, während der Rumpf der Nuraghes über mehrere Meter aufgerissen war. Die Moby Fantasy wurde gegen 17 Uhr nach Golfo Aranci geschleppt, da eine Weiterfahrt aus eigener Maschinenkraft aufgrund von drohendem Wassereinbruch durch den zerstörten Bugbereich und einer leichten Schlagseite der Fähre nicht möglich war. Mehrere Passagiere und Besatzungsmitglieder erlitten bei der Kollision leichte Verletzungen, ein Fahrgast mit Herzbeschwerden wurde in ein Krankenhaus nach Olbia gebracht. Eine Umweltbelastung durch austretenden Treibstoff konnte nicht festgestellt werden. Nach Renovierungsarbeiten bei der Werft Astilleros Palumbo in Neapel kehrte das Schiff in den Liniendienst zurück.
Im September 2011 wurde die Moby Fantasy von der italienischen Regierung zum Transport von Flüchtlingen nach Lampedusa genutzt, ehe sie im Oktober zuerst in Porto Empedocle und ab November 2011 in Genua aufgelegt wurde. Ab dem 7. Juni 2012 war das Schiff zwischen Genua und Bastia im Einsatz, ehe es im September 2012 endgültig ausgemustert und wieder in Genua aufgelegt wurde.
Am 10. Mai 2013 traf die Moby Fantasy in Valletta ein, wo sie die folgenden sieben Monate auflag, ehe sie im Dezember 2013 zum Verschrotten in die Türkei verkauft wurde. Am 16. Dezember traf das Schiff in Aliağa ein, wo am 20. Dezember 2013 die Abbrucharbeiten begannen.